# Vyplenění Říma (410)
Vyplenění Říma v roce 410 bylo historickou událostí, ke které došlo 24. srpna roku 410. Město Řím bylo napadeno Vizogóty pod vedením krále Alaricha. V té době už Řím nesloužil jako hlavní město Západořímské říše, sídlem císaře byla Ravenna (předtím to byl Milán). Řím se však stále pyšnil titulem  „věčného města“ a představoval duchovní centrum říše. Vyplenění města bylo pro současníky obrovským šokem.
Bylo to poprvé za téměř 800 let, kdy Řím podlehl cizímu nepříteli. Dřívější vyplenění provedli Galové pod vedením Brenna v roce 387 př. n. l. Vyplenění roku 410 je považováno za hlavní znak úpadku Západořímské říše. Svatý Jeroným žijící v té době v Betlémě napsal:  „Město, které si podmanilo svět, bylo samo podmaněno“.

## Popis události
Alarich I. (395–410), který byl spíše vojenským vůdcem Vizigótů než skutečným králem, byl vprostřed vyjednávaní se západořímským císařem Honoriem, když byla jeho vojska napadena Sarem, také gótským velitelem, jenž byl spojencem Honoriovým a jenž slíbil krevní mstu Alarichovu švagru Ataulfovi. Odpovědí se Alarich vrátil k Římu a oblehl ho (již potřetí). 24. srpna 410 mu otroci otevřeli římskou Salarijskou bránu (Porta Salaria) a Vizigóti se vhrnuli dovnitř a loupili tři dny. Mnoho významných budov města bylo vypleněno, včetně mauzolea Augustova a Hadrianova (nyní známého spíše jako Andělský hrad), ve kterých bylo pohřbeno mnoho minulých římských císařů; popel z uren z obou hrobek byl vysypán. Mnoho Římanů bylo vzato do zajetí, včetně sestry císaře Honoria, Gally Placidie, která se následně vdala za Ataulfa. Desetitisíce Římanů po onom plenění z ekonomicky zruinovaného města utekly na venkov.[zdroj?] Mnoho z nich hledalo útočiště v Africe.
Historik Procopius zaznamenal následující anekdotu: slabomyslný císař Honorius byl jedním eunuchem informován, že „Roma byla zničena” a domnívaje se, že řeč je o jeho oblíbené slepici, také pojmenované „Roma“, vykřikl ve velkém zděšení: „Jak by mohla? Právě mi zobala z ruky.“ Po vysvětlení se nešťastnému císaři velice ulevilo.